# Alba Quintanilla

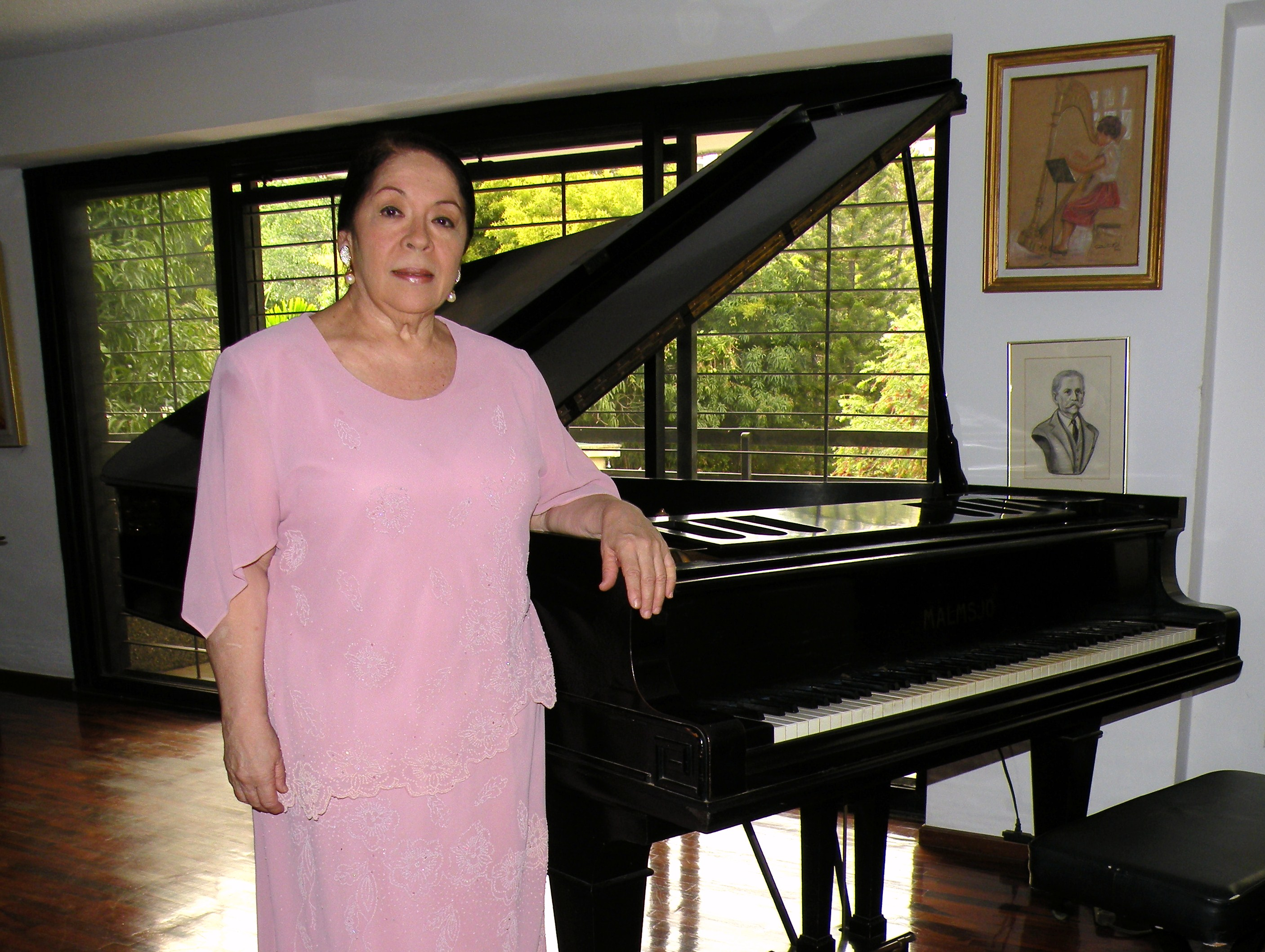
Alba Quintanilla

Alba Quintanilla (* 1944 in Mérida) ist eine venezolanische Komponistin.

## Leben
Alba Quintanilla studierte ab 1954 Harfe, Gesang, Klavier, Cembalo und Orchesterleitung an der Escuela Superior de Música José Ángel Lamas. Ein Stipendium des Instituto Nacional de Cultura y de Bellas Artes (INCIBA) und des Erziehungsministeriums ermöglichte ihr einen zweijährigen Studienaufenthalt am Warschauer Konservatorium.
Sie trat danach als Harfenistin, Pianistin und Cembalistin in Caracas auf. Mit dem Orquestra Sinfónica de Venezuela führte sie ihre Tres Canciones para Mezzo-Soprano y Orquesta auf und war damit die erste Frau, die dieses Orchester dirigiert hatte. 1967 erhielt sie für die Tres Canciones den Premio Nacional de Música Vocal. Außerdem unterrichtete Quintanilla an verschiedenen Musikschulen in Caracas und Maracay.

## Werke
- Caballito de Escoba für Klavier
- Recordando a Teresa, Walzer für Klavier
- Ciclo de canciones für Sopran und Klavier, Premio Nacional de Música Vocal 1964
- La Aldea, Kantate für Solotenor, Chor und Orchester nach Gedichten von Manuel Felipe Rugeles, Premio Nacional de Música Sinfónica Breve 1966
- Tres canciones für Mezzosopran und Orchester, Premio Nacional de Música Vocal 1967
- La Llanura, Kantate für gemischten Chor und Streichorchester, Text von Vicente Gerbasi, Premio Pedro Nolasco Colón 1969
- Suite Venezolana für Klavier

| Personendaten    | Personendaten              |
| ---------------- | -------------------------- |
| NAME             | Quintanilla, Alba          |
| KURZBESCHREIBUNG | venezolanische Komponistin |
| GEBURTSDATUM     | 1944                       |
| GEBURTSORT       | Mérida                     |